# Pernilla Karlsson
Pernilla Karlsson, född 11 juni 1990 i Sjundeå, är en finlandssvensk artist som representerade Finland i Eurovision Song Contest 2012 i Baku med sin låt "När jag blundar". Den 25 februari 2012 vann hon Finlands nationella uttagning (Tävlingen för ny musik). Hon gjorde sitt framträdande i den första semifinalen den 22 maj men tog sig inte vidare till finalen.

## Biografi
Karlsson ägnade sig tidigt åt musik om än inte alltid på professionell nivå. Hon har sjungit och dansat nästan hela sitt liv, och när hon var 15 år gammal vann hon en tävling som kallades för The Smallest Schlager Competition in the World. Trots musikaliska framgångar fortsatte hon att koncentrera sig på sin andra passion, handboll, där hon har spelat i Finlands högstadivision med Sjundeå IF. Karlsson har som kvinnlig handbollsspelare lyft problematiken med sexistiska kommentarer i idrottsvärlden.
Efter att ha vunnit Tävlingen för ny musik 2012 har hon arbetat med musik, bland annat tillsammans med sin bror Jonas.
På den finlandssvenska radiokanalen Yle X3M gjorde hon programmet Stiftelsen tillsammans med Frida Lindholm. De kallade sig där för "Frillan" och "Prillan" och gjorde sedan augusti 2014 också podcasten Frillan & Prillan OFF AIR. Karlsson slutade på radiokanalen i juni 2018.

## Diskografi
- 2012 - "När jag blundar"